# 손로원
손로원은 1911년에 태어난 대한민국 서울특별시의 작사가다.
1973년에 사망하였으며, 아래는 손로원이 작사한 노래들이다.

## 작사한 노래
- 1949년 <무영탑 사랑>
- 1953년 <샌프란시스코>
- 1953년 <봄날은 간다>
- 1953년 <경상도 아가씨>
- 1954년 <고향의 그림자>
- 1954년 <백마강>
- 1955년 <물방아 도는 내력>
- 1956년 <비 내리는 호남선>
- 1960년 <진주의 하롯밤>
- 1960년 <불국사의 밤>
- 1962년 <마음의 순정>
- 1962년 <영일만 슬픈역사>
- 1969년 <첫 사랑의 방황>
- 1972년 <향수>